# Kim Walker
Kimberly Anne Walker (Nueva York, 19 de junio de 1968-Los Ángeles, California, 6 de marzo de 2001) fue una actriz de cine y televisión estadounidense. Uno de sus papeles mejor conocidos fue el de Heather Chandler en la película de humor negro de 1988 Heathers. El único papel protagonista de Walker fue en la película dramática independiente A Reason to Believe, donde interpretó al personaje de Judith.

## Biografía
Walker nació el 19 de junio de 1968. Walker asistió a la Grace Church School y a la Fiorello H. LaGuardia High School.[cita requerida]
Murió debido a un tumor cerebral en su casa de Los Ángeles, California, el 6 de marzo de 2001.

## Filmografía
| Año  | Título                               | Papel                       | Notas                                   |
| ---- | ------------------------------------ | --------------------------- | --------------------------------------- |
| 1986 | Crime Story                          | Adolescente                 | Episodio: "Old Friends, Dead Ends"      |
| 1987 | Student Exchange                     | Kit                         | Película de televisión                  |
| 1988 | Heathers                             | Heather Chandler            |                                         |
| 1989 | TV 101                               | Becky                       | Episodio: "Clicks"                      |
| 1989 | Say Anything...                      | Sheila                      |                                         |
| 1989 | Highway to Heaven                    | Ellen Kayhill               | Episodio: "The Source"                  |
| 1989 | Deadly Weapon                        | Traci                       |                                         |
| 1989 | The Preppie Murder                   | Candace                     | Película de televisión                  |
| 1990 | The Outsiders                        | Cherry Valance              | 13 episodios                            |
| 1990 | Hunter                               | Allison Janowitz            | Episodio: "Where Echoes End"            |
| 1991 | The Julie Show                       | Kiki                        | Telefilme                               |
| 1992 | Nervous Ticks                        | Janice                      |                                         |
| 1992 | Picket Fences                        | Debbie Caton                | Episodio: Piloto                        |
| 1992 | Down the Shore                       | Hillary                     | Episodio: Hey Sis, You Up?              |
| 1993 | Matlock                              | Becky Smith                 | Episodio: "The Competition"             |
| 1993 | The Adventures of Brisco County, Jr. | Caitlin Ward                | Episodio: "Mail Order Brides"           |
| 1994 | The Favor                            | Jill Topical                | Título alternativo: The Indecent Favour |
| 1994 | Gambler V: Playing for Keeps         | Louisa                      | Película de televisión                  |
| 1995 | A Reason to Believe                  | Judith                      |                                         |
| 1998 | Somewhere in the City                | Molly, Texas Acting Student |                                         |
| 2000 | Killing Cinderella                   | Laurel                      | Último papel                            |